# Proliferación nuclear

Mapa de los estados con armas nucleares en el mundo.
Países con armas nucleares del NPT (China, Francia, Rusia, Reino Unido, Estados Unidos)
Otros países con armas nucleares (India, Pakistán, Corea del Norte)
Otros estados que se cree que tienen armas nucleares (Israel)
Países en la Compartición nuclear de la OTAN (Bélgica, Alemania, Italia, Países Bajos, Turquía)
Países que alguna vez tuvieron armas nucleares (Bielorrusia, Kazajistán, Ucrania, Sudáfrica)

La proliferación nuclear es la diseminación de armas nucleares, materiales fisibles y de la información y la tecnología nuclear realizada por naciones que no son reconocidas como «países con armas nucleares» por el Tratado de No Proliferación Nuclear (TNP).

## Historia
La investigación y el desarrollo de armas nucleares fue realizado durante la Segunda Guerra Mundial por Estados Unidos (en cooperación con el Reino Unido y Canadá), Alemania, Japón y la Unión Soviética (URSS). Estados Unidos fue el primer y es el único país que ha usado armas nucleares en combate, cuando lanzó dos artefactos nucleares contra Japón, en agosto de 1945. 
Tras haber perdido la guerra, Alemania y Japón dejaron de desarrollar cualquier investigación sobre armas nucleares. En agosto de 1949, la URSS probó una arma nuclear. Reino Unido probó un arma nuclear en octubre de 1952, Francia desarrolló un arma nuclear en 1960 y la República Popular de China detonó una bomba nuclear en 1964,. 
El Tratado de No Proliferación Nuclear (TNP), firmado en 1968 y vigente desde 1970, reconoce a Estados Unidos, la URSS (sucedida por la Federación Rusa), el Reino Unido, Francia y China como «países con armas nucleares». Tras la firma del tratado, otros cuatro países han adquirido (o se presume que se han adquirido) armas nucleares: India, Pakistán, Corea del Norte e Israel; ninguno de estos es actualmente parte del TNP. La India detonó un dispositivo nuclear en 1974 y Pakistán probó un arma en 1998. Corea del Norte, que adhirió al TNP en 1985, se retiró de este en 2003, y desde entonces ha realizado seis pruebas nucleares (en 2006, 2009, 2013, dos en 2016 y 2017). 

## Reacciones
La proliferación ha sido cuestionada por muchas naciones con y sin armas nucleares, ya que sus gobiernos temen que más países con armas nucleares pueden aumentar la probabilidad de que una guerra nuclear, además de desestabilizar las relaciones internacionales o regionales, o infringir la soberanía nacional de los Estados.[cita requerida]
Una de las críticas al TNP es que es un tratado discriminatorio, al reconocer solo a los países que probaron armas nucleares antes de 1968 y al exigir que todos los demás Estados que adhirieron al tratado renuncien a esta tecnología.